# ピシュマニエ
ピシュマニエ(Pişmaniye)は、バターでローストした小麦粉を砂糖と混ぜ、細い糸状に成形して作るトルコの菓子である。砕いたピスタチオをトッピングすることもある。綿菓子と比較されるが、材料も作り方もかなり異なる。
最近まで、トルコのほとんどの地域において、家庭で作られていたが、この伝統は急速に失われ、今日では部分的に機械化されている。

## 起源と語源
トルコでのピシュマニエに関する最も早い言及は、1430年頃、医師のŞirvaniが書いたレシピの中に現れるものである。ペルシア語形のpashmakは、トルコ語の名前Pişmaniyeの語源となったpaşmīna及びpaşmという言葉と関連し、Bushakとして知られるイランの詩人Ebu Ishak（1423年または1427年没）の詩に登場する。ペルシャ語のpashmaは「羊毛」、pashmakは「羊毛に似た」という意味である。
別の説では、コプト語で「小麦粉と脂肪を混ぜる」という意味の"ⲡⲏⲥ: pis"や「蜂蜜」という意味の"ⲛⲏⲓⲛⲓ: nani"に由来するとする。
エジプトでは、「毛髪のキャンディ」を意味する"halawat sha'ar حلاوة شعر"として知られる。